# Josia latimargo
Josia latimargo är en fjärilsart som beskrevs av W. Warren 1904. Josia latimargo ingår i släktet Josia och familjen tandspinnare. Inga underarter finns listade i Catalogue of Life.